# 1069
| [ Edytuj tabelę ]          |                                                                |
| Książę Polski              | - 1058 Bolesław II Szczodry 1076                               |
| Król Angkoru               | - 1066 Harszawarman III 1080                                   |
| Król Anglii                | - 1066 Wilhelm Zdobywca 1087                                   |
| Król Aragonii i Nawarry    | - 1063 Sancho Ramírez 1094                                     |
| Hrabia Barcelony           | - 1035 Rajmund Berengar I 1076                                 |
| Książę Bawarii             | - 1061 Otto II z Northeimu 1070                                |
| Książę Burgundii           | - 1032 Robert I 1076                                           |
| Cesarz Bizancjum           | - 1067 Roman IV Diogenes 1071                                  |
| Cesarz Chin                | - 1067 Song Shenzong 1085                                      |
| Książę Czech               | - 1061 Wratysław II 1092                                       |
| Król Danii                 | - 1047 Swen II Estrydsen 1074                                  |
| Władca Egiptu              | - 1036 Al-Mustansir 1094                                       |
| Król Francji               | - 1060 Filip I 1108                                            |
| Król Gruzji                | - 1027 Bagrat IV 1072                                          |
| Hrabia Holandii            | - 1061 Dirk V 1091                                             |
| Cesarz Japonii             | - 1068 Go-Sanjō 1072                                           |
| Kalif                      | - 1031 Al-Ka’im 1075                                           |
| Król Kastylii              | - 1065 Sancho II Mocny 1072                                    |
| Wielki książę Kijowa       | - 1068 Wsiesław Briaczysławicz 1069 - 1069 Izjasław I 1073     |
| Patriarcha Konstantynopola | - 1064 Jan VIII Ksifilinos 1075                                |
| Władca Korei               | - 1046 Munjong 1083                                            |
| Władca Maroka              | - 1056 Abu Bakr ibn Umar 1070                                  |
| Król Norwegii              | - 1066 Magnus II Haraldsson 1069 - 1066 Olaf III Pokojowy 1093 |
| Książę Obodrzyców          | - 1066 Krut 1093                                               |
| Hrabia Palatynatu          | - 1061 Herman II Luksemburski 1085                             |
| Papież                     | - 1061 Aleksander II 1073                                      |
| Hrabia Portugalii          | - 1050 Nuno II 1071                                            |
| Książę Saksonii            | - 1059 Ordulf 1072                                             |
| Sułtan Seldżuków           | - 1063 Alp Arslan bin Chaghri 1072                             |
| Król Szkocji               | - 1058 Malcolm III 1093                                        |
| Król Szwecji               | - 1067 Halsten 1070                                            |
| Doża Wenecji               | - 1043 Domenico Contarini 1071                                 |
| Król Węgier                | - 1063 Salomon 1074                                            |

Rok 1069 / MLXIX
stulecia: X wiek ~
XI wiek ~
XII wiek

lata: 1059 «
1064 «
1065 «
1066 «
1067 «
1068 «
1069
» 1070
» 1071
» 1072
» 1073
» 1074
» 1079

## Wydarzenia w Polsce
- Bolesław Szczodry (Śmiały) odbył wyprawę na Ruś Kijowska. Celem wyprawy była pomoc księciu Izjasławowi przeciwko Wszesławowi. Zapewne wtedy przyłączył Grody Czerwieńskie

## Wydarzenia na świecie
- 28 kwietnia – po śmierci współpanującego z nim brata Magnusa II, Olaf III został samodzielnym królem Norwegii.

## Urodzili się
- 12 kwietnia – Mieszko, syn Bolesława Szczodrego (zm. 1089)

## Zmarli
- Data dzienna  nieznana:
  - Huanglong Huinan – chiński mistrz chan, założyciel odłamu huanglong szkoły linji (ur. 1002)
  - Mścisław Iziasławicz – książę nowogrodzki i połocki (ur. 1045/1050)